# Liste von gotischen Orgeln

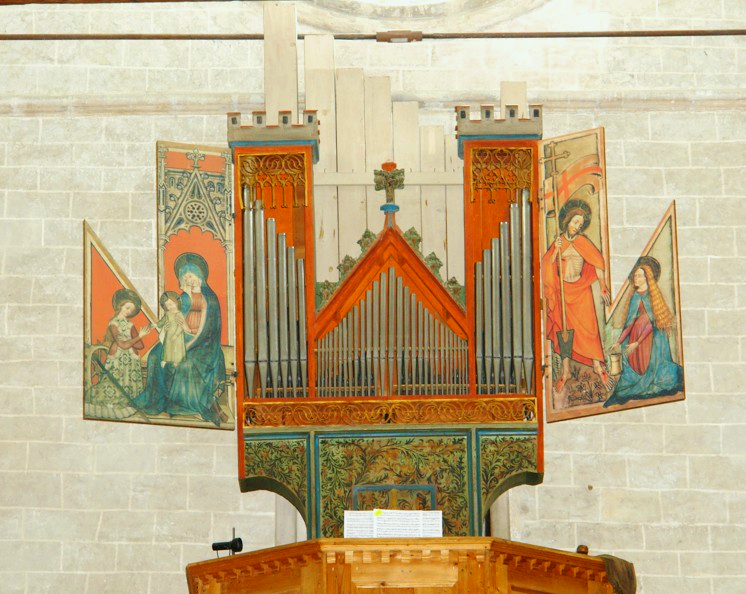
Orgel in Sion, um 1435

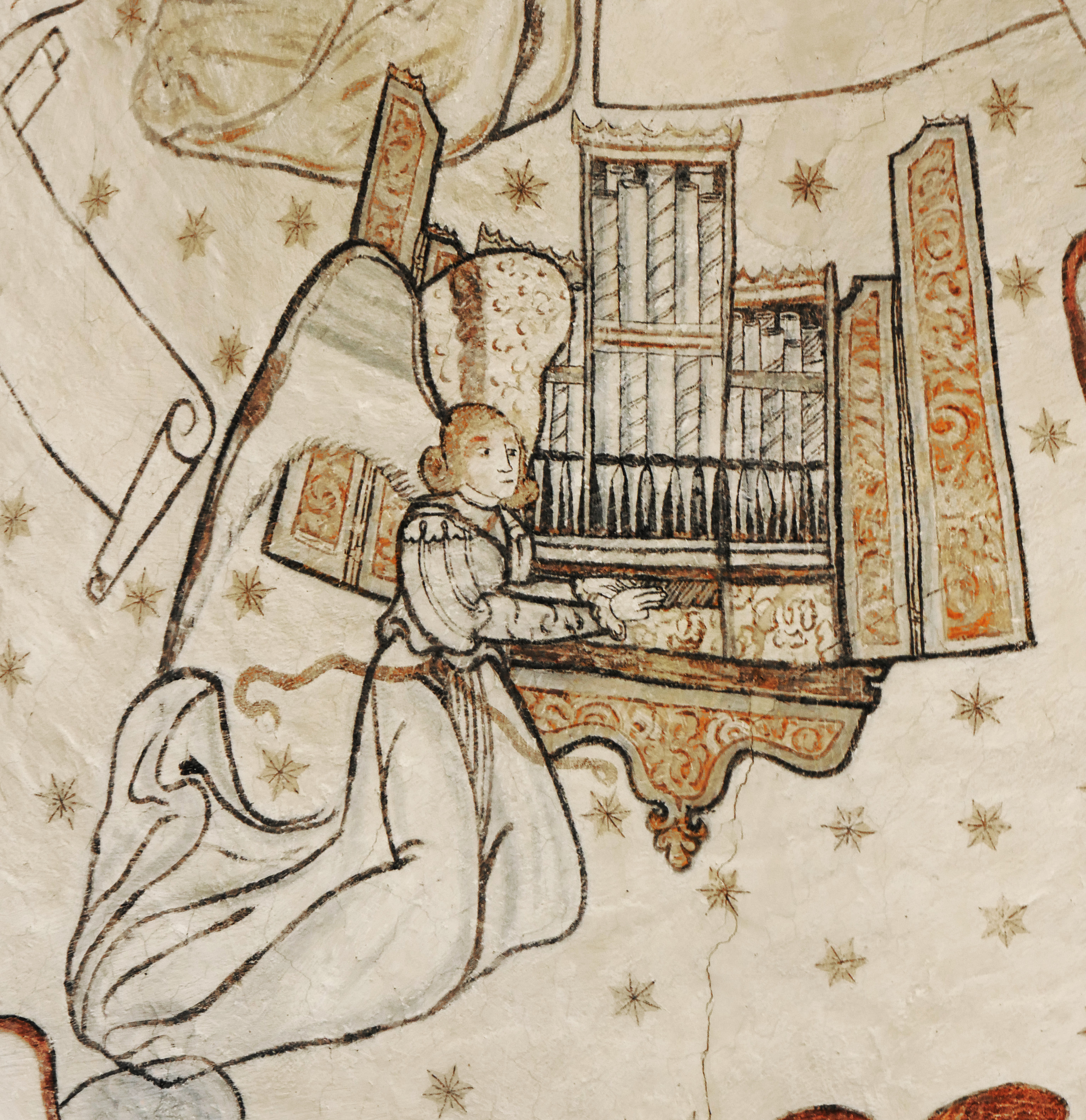
Gotische Orgel in Rynkeby, Wandmalerei, um 1550

Die Liste von gotischen Orgeln erfasst sukzessive alle erhaltenen Orgeln aus der Zeit der Gotik (bis etwa 1530) als die ältesten Orgeln der Welt. Da alle Instrumente im Laufe der Jahrhunderte umgebaut worden sind, ist kein Werk vollständig, sondern jedes nur in Teilen erhalten.

## Charakteristika
Die Orgeln wurden in größeren Kirchen meist als Schwalbennestorgeln im Mittelschiff an der Nordwand in der Nähe zum Chor gebaut, da sie eine wichtige Funktion in der christlichen Liturgie einnahmen, aber nicht zur Begleitung des Gemeindegesangs dienten. In der „Alternatimpraxis“ übernahm die Orgel im Wechsel mit Chor, Gemeinde und Sängern einzelne Teile der Messe und des Stundengebets.
Ab dem 15. Jahrhundert erhielten größere Orgeln bereits ein Rückpositiv und ein freistehendes Pedal. Sie waren ursprünglich als Blockwerk gebaut, mit den „Bordunes“ im Pedalwerk. Noch 1495 war die berühmte Orgel des Domes zu Halberstadt mit einem Blockwerk ausgestattet. Danach wurden sie mit Schleifladen umgebaut, teilweise schon in der Spätgotik.
Die gotischen Prospekte sind in der Regel mit unterschiedlich großen Pfeifenflachfeldern und bemalten zuklappbaren Flügeltüren versehen. Die Flügeltüren erfüllten eine künstlerische und klangliche Funktion, sollten die Orgel aber auch vor Verschmutzungen schützen. Wie auch beim Altarretabel wurden die Flügeltüren in der Fastenzeit verschlossen. 

## Gotische Orgeln
Die Tabelle ist sortierbar. In der sechsten Spalte bezeichnet die römische Zahl die Anzahl der Manuale, ein großes „P“ ein selbstständiges Pedal, ein kleines „p“ ein nur angehängtes Pedal und die arabische Zahl in der vorletzten Spalte die Anzahl der klingenden Register. Den Zahlen liegt jeweils die ursprüngliche Disposition zugrunde, soweit bekannt. Die letzte Zeile bietet Angaben zum Erhaltungszustand der gotischen Teile und weiterführende Informationen. Fotos werden nur eingebunden, wenn der Prospekt zumindest teilweise auf die Gotik zurückgeht.
| Ort                            | Kirche                                                            | Bild                  | Orgelbauer                                                  | Jahr                          | Manuale | Register | Anmerkungen |
| ------------------------------ | ----------------------------------------------------------------- | --------------------- | ----------------------------------------------------------- | ----------------------------- | ------- | -------- | --- |
| Jerusalem                      | Studium Biblicum Franciscanum                                     |                       | unbekannt                                                   | um 1100                       | I       |          | 1906 wurden in der Geburtskirche in Bethlehem 222 zylindrische Kupferpfeifen sowie 13 Glöckchen ausgegraben. Keine Gehäusereste oder Teil der Mechanik und der Windanlage erhalten. Eine Rekonstruktion ist bis 2027 geplant. → Orgel |
| Stockholm                      | Staatliches historisches Museum                                   |                       | Meister Verner aus Brandborgh (Brandenburg)                 | 1370                          | I       |          | ursprünglich in der Kirche von Sundre (Gotland); leeres Gehäuse erhalten als ältestes weltweit → Sundre Orgel |
| Stockholm                      | Staatliches historisches Museum                                   |                       | unbekannt                                                   | um 1400                       | I/P     |          | Baujahr etwa zwischen 1380 und 1430; ursprünglich in der Kirche von Norrlanda (Gotland); Gehäuse, Klaviaturen, Traktur und Windladen erhalten → Norrlanda Orgel |
| Ostönnen                       | St. Andreas                                                       |                       | unbekannt                                                   | 1425–1431                     | I       |          | ursprünglich für Alt St. Thomae in Soest gebaut; Orgel einschließlich Gehäuse mehrfach umgebaut: 1586 Meister Bartholdus, 1721–1722 Johann Patroclus Möller und Umsetzung nach Ostönnen, 1820 Registertausch durch Bernhard Dreymann; 1963 Instandsetzung durch Paul Ott und Umsetzung an die Westwand; heute I/p/8; 326 Pfeifen vor 1500 angefertigt → Orgel   |
| Amiens                         | Kathedrale von Amiens                                             | Amiens Kathedrale (8) | unbekannt                                                   | 1429                          | I       |          | nur Teile des Hauptwerk-Prospekts erhalten, mehrfach umgebaut und erweitert (1549–1552, 1660–1662, 1769), 1887–1889 Neubau durch Aristide Cavaillé-Coll, 1965 Restaurierung (III/P/57) |
| Sion                           | Basilique de Valère                                               |                       | unbekannt                                                   | 1435                          | I       | 4        | Schwalbennestorgel; Dispositionsänderung und Umarbeitung des Pfeifenwerks 1686–1688 durch Christoph Aebi; heute I/p/8; Gehäuse und 4 Register erhalten → Orgel |
| Calatayud                      | San Pedro de los Francos                                          |                       | unbekannt                                                   | 1443?                         | I       | 9        | 2005 Rekonstruktion durch Claudio und Christine Reinolter, Gehäuse und Prospektpfeifen erhalten |
| Leiden                         | Pieterskerk                                                       |                       | Jacob van Bilsteyn, Johann von Koblenz (Jan van Covelen[s]) | 1446, 1518–1519               | III/P   |          | Zuschreibung; nach Einsturz des Kirchturms 1512 Umbau auf III/P (1519); Erweiterung um Rückpositiv 1541 durch Jan Kerstantszoon und 1629 Jacob Jansz/Jan Jacobs Lin, 1643 Neubau durch Galtus und Germer van Hagerbeer (III/P/36); Pfeifenmaterial von 1446 und 1519 erhalten                                                                                   |
| Rysum                          | Rysumer Kirche                                                    |                       | Meister Harmannus?                                          | um 1440 (1457)                | I       | 7        | vielleicht 1513, spätestens im 17. Jh. Umbau des Blockwerks in Schleifladen; 1959/1960 Rekonstruktion durch Ahrend & Brunzema; Gehäuse weitgehend und 4 Register erhalten → Orgel |
| Mölln                          | St. Nicolai                                                       |                       | unbekannt                                                   | um 1450 und um 1500           | I/P     | 10?      | Die Scherer-Bünting-Orgel (1558/1766) integriert spätgotisches Pfeifenwerk: Principal 16′ (heute im Prospekt der Pedaltürme), Teil vom Hintersatz und eine konische Flöte 4′ sowie weitere einzelne Pfeifen |
| Lübeck                         | Jakobikirche (Große Orgel)                                        |                       | unbekannt                                                   | 1465/1466/1504                |         |          | Erweiterungsumbauten: 1573 Hans Köster, 1673 Joachim Richborn, 1981 Karl Schuke (IV/P/64); gotischer Hauptwerk-Prospekt und einiges Pfeifenmaterial erhalten → Orgel |
| Lübeck                         | Jakobikirche (Kleine Orgel)                                       |                       | unbekannt                                                   | 1467/1515                     |         |          | Erweiterungsumbau 1637 durch Friedrich Stellwagen, Rekonstruktion 1977–1978 durch Gebr. Hillebrand (III/P/31); gotisches Hauptwerkgehäuse und 3 Register ganz sowie 3 teilweise erhalten → Orgel |
| Saragossa                      | Kathedrale La Seo                                                 |                       | Johan Ximénez Garcés oder Johan de Berdún                   | 1469–1474                     | I       |          | mehrfach umgebaut: 1859 durch Pedro y Miguel Rogués und um 1920 eingreifend durch Juan Rogués; gotisches Gehäuse und Pfeifen (?) erhalten |
| Bologna                        | Basilika San Petronio, Epistelorgel                               |                       | Lorenzo di Giacomo da Prato, Giovanni-Battista Facchetti    | 1471–1475, 1531               | I       | 10       | mehrfach verändert, 1686 Gehäuse barockisiert; weitgehend erhalten |
| Chartres                       | Kathedrale von Chartres                                           |                       | Gombault Rogerie                                            | 1475                          | I       |          | mehrfach umgebaut und erweitert; Gehäuseteile erhalten |
| Salamanca                      | Alte Kathedrale, Kapelle San Bartolomé (Capilla de San Bartolomé) |                       | unbekannt                                                   | zweite Hälfte 15. Jahrhundert | I       |          | Baujahr unbekannt, Kapelle wurde um 1422 gebaut, die Orgel später, kurz nach 1500 Empore für Schwalbennest gebaut, erhalten ist das ursprüngkiche bemalte leere Gehäuse, das 235 Pfeifen enthielt |
| Middelburg                     | Onze-Lieve-Vrouwe Abdij, Chorkirche                               |                       | Peter Gerritsz                                              | 1479                          | II/P    | 5        | ursprünglich in der Utrechter Nicolaïkerk; beide Manuale bedienen ein Blockwerk (VII–XVIII im Hauptwerk; IV–VIII im Oberwerk); Hauptwerkgehäuse, Windlade und einige Pfeifenreihen des Blockwerks erhalten; rekonstruierte Kopie (2012) durch Orgelmakerij Reil im Orgelpark Amsterdam („Van-Straten-Orgel“)                                                    |
| Saragossa                      | Iglesia San Pablo                                                 |                       | Johán Ximénez Garcés                                        | 1482                          |         |          | 1754 Neubau durch Francisco Turull hinter gotischem Gehäuse |
| Straßburg                      | Straßburger Münster                                               |                       | Friedrich Kress                                             | 1489                          |         |          | Das Pendentif (= Schwalbennest-Empore) geht auf 1385 zurück. Der Prospekt stammt von der Orgel von Friedrich Kress (1489), dahinter neues Orgelwerk von Alfred Kern & fils (1981, III/P/47) |
| Embrun                         | Notre-Dame-du-Réal                                                |                       | Pierre Marchand                                             | um 1490                       | I       |          | 1632 durch Dominique Eustache und 1750 durch Samson Scherrer umgebaut; gotisches Gehäuse hinter barockem erhalten |
| Wissel                         | St. Clemens                                                       |                       | unbekannt                                                   | 1490                          |         |          | 1876 Neubau durch Wilhelm Rütter, Neubau in gotischem Gehäuse |
| Tienen                         | Sint-Germanuskerk                                                 |                       | Daneel II van der Distelen                                  | 1493                          |         |          | 1671 Neubau durch Jan Dekens hinter dem gotischen Gehäuse |
| Venedig                        | Museo Correr                                                      |                       | Lorenzo di Pavia                                            | 1494                          | I       |          | ältestes erhaltenes Positiv |
| Palma                          | Kathedrale von Palma                                              |                       | Pablo Rosell                                                | 1497                          |         |          | 1797 Neubau durch Gabriel Tomàs hinter altem Gehäuse; 1927 Umbau |
| Altenbruch                     | St.-Nicolai-Kirche                                                |                       | Johannes Coci                                               | 1497–1498/1501                | I       | 6        | ursprünglich in der Nähe des Altars an der Nordseite; mehrere Erweiterungsumbauten: 1561/1577 Matthias Mahn(?), 1647–1649 Hans Christoph Fritzsche, 1698–1700 Matthias Dropa, 1727–1730 Johann Hinrich Klapmeyer; heute III/P/35; 3 gotische Register teilweise erhalten                                                                                        |
| Fröslunda (Enköping)           | Fröslunda kyrka                                                   |                       | unbekannt                                                   | Ende 15. Jh.?                 | I       | 5        | ursprünglich für Kumla gebaut, 1739 durch Daniel Stråhle umgebaut, 1813 umgesetzt; älteste Gehäuseteile spätgotisch, wohl auch Teile des Pfeifenwerks, der Traktur und eine Windlade bauzeitlich |
| Kiedrich                       | St. Valentinus                                                    |                       | unbekannt                                                   | um 1500                       | I       |          | eingreifende Umbauten 1653 durch Johannes Wendel Kirchner, 1860 durch August Hooghuys; heute II/P/20; Gehäuse in neogotisch überarbeiteter Form erhalten → Orgel |
| Westerhusen                    | Westerhuser Kirche                                                |                       | unbekannt                                                   | um 1500                       | I       |          | Jost Sieburg baute 1642–1643 die vorhandene gotische Vorgängerorgel für seinen Neubau um (I/p/7); 1955 Restaurierung durch Ahrend & Brunzema; gotische Gehäuseteile und umgearbeitetes Pfeifenwerk erhalten → Orgel |
| Lorris (Gâtinais)              | Église Notre-Dame                                                 |                       | Jean Bourgarel                                              | 1501                          | I       | 8        | 1681 durch De Fontaine, 1970 Renovierung durch Jean-Georges Koenig heute I/p/11; Gehäuse und teilweise Pfeifenwerk erhalten |
| Perpignan                      | Kathedrale von Perpignan, große Orgel                             |                       | unbekannt                                                   | 1490 oder 1504                | II/P    | 21       | mehrere Umbauten, so 1854 durch Aristide Cavaillé-Coll, 1930 Théodore Puget & fils; Gehäuse erhalten |
| Lodi (Lombardei)               | Beata Vergine Incoronata                                          |                       | Domenico da Lucca                                           | 1507                          |         |          | Gehäuse erhalten |
| Villefranche-de-Rouergue       | Notre-Dame                                                        |                       | Castel de Muret                                             | 1506–1508                     | I       | 8        | mehrfach umgebaut und erweitert (bereits 1426 Orgel von Claude Guillemin); Gehäuseteile und älteste Pfeifen aus frühem 16. Jh. erhalten |
| Steinkirchen (Altes Land)      | St. Martini et Nicolai                                            |                       | unbekannt                                                   | Anfang 16. Jh.                | I       |          | ursprünglich an der Nordwand; Umbauten: 1581 Dirck Hoyer, 1685–1687 Arp Schnitger, 1987/91 Renovierung durch Rudolf von Beckerath Orgelbau; 4 gotische Register erhalten → Orgel |
| Alkmaar                        | Laurenskerk (Alkmaar), kleine Orgel                               |                       | Johann von Koblenz (Jan van Covelen[s])                     | 1511                          | II/p    |          | Umbauten: 1545 Claes Willemszoon, 1685 Johannes Duyschot, 1939 Hendrick Wicher Flentrop; Gehäuse, Windladen und 5–6 Register erhalten |
| Garding                        | St.-Christians-Kirche                                             |                       | unbekannt                                                   | 1512                          | I       |          | Orgelbauer aus Lübeck; 1654 Rückpositiv ergänzt (Tobias Brunner?), 1756 Umbau, 1898 Neubau; Hauptwerkprospekt erhalten |
| Jutphaas (heute in Nieuwegein) | St. Nikolaus                                                      |                       | unbekannt                                                   | um 1515                       | I       |          | ursprünglich gebaut für Amsterdam, Heilige Stede (nach dem Umsturz 1578 Nieuwe Zijdskapel genannt); 1879 Neubau durch Maarschalkerweerd & Zoon; 1895 umgesetzt; Gehäuse erhalten |
| Spilimbergo                    | Dom di Santa Maria Maggiore                                       |                       | Bernardino Vicentino                                        | um 1515                       |         |          | Gehäuse von Meister Venturin aus Venedig erhalten |
| Ponte in Valtellina            | Chiesa di Madonna di Campagna                                     |                       | Marco Antonio Bizzarri                                      | 1518                          | I       | 6        | Veränderungen 1589 durch G. Antegnati und 1657 durch Charles Meadows |
| Bützow                         | Stiftskirche Bützow                                               |                       | unbekannt                                                   | 1520                          |         |          | Prospekt ohne Rückpositiv erhalten, im Jahr 1877 in die Stiftskirche umgesetzt, ältester Orgelprospekt in Mecklenburg, Orgelwerk 1877 von Friedrich Friese III |
| Konstanz                       | Konstanzer Münster                                                |                       | Hans Schentzer                                              | 1520                          |         |          | Bemalung von Matthäus Gutrecht; 1858 Umbau durch Martin Braun, 1954/55 Neubau durch Klais (IV/P/63); Prospekt erhalten |
| Amsterdam                      | Rijksmuseum                                                       |                       | Jan Eerstensz. van Schayck                                  | 1520                          | I       |          | ursprünglich für Sint-Vituskerk, Naarden, gebaut; Gehäuseteile erhalten |
| Malmö                          | Malmö Museum (Burg Malmöhus)                                      |                       |                                                             | um 1520                       | I       |          | ursprünglich für Sankt Petri (Malmö) gebaut, 1579 Pedal und 1597 Rückpositiv ergänzt, 1797/1799 Hauptwerk und Pedal nach Genarp umgesetzt. 1937 dessen Aufstellung im Malmö Museum. Rückpositiv um 1800 nach Drängsered/Provinz Halland verkauft, 1867 abgebaut, 1941 in neuem Gehäuse rekonstruiert durch Frobenius Orgelbyggeri. Älteste Gehäuseteile um 1520 |
| Oosthuizen (Edam-Volendam)     | Kerk van Oosthuizen                                               |                       | Peter Gerritsz oder Johann von Koblenz (Jan van Covelen[s]) | 1521 oder um 1530             | I       | 7        | vielleicht unter Verwendung von Registern aus dem späten 15. Jh.; Gehäuse und Register in ein Werk des 17. Jahrhunderts integriert |
| Tours                          | Kathedrale von Tours                                              | {                     | unbekannt                                                   | 1521?                         |         |          | 1928/1929 Neubau durch Gloton Debierre; Hauptwerkgehäuse erhalten |
| Carcassonne                    | Basilika St-Nazaire et St-Celse                                   |                       | unbekannt                                                   | 1522                          |         |          | 1679 Neubau durch Jean de Joyeuse; Umbauten: 1775 Jean-Pierre Cavaillé, 1904 Michel Roger; 1985 Rekonstruktion durch Bartolomeo Formentelli; Gehäuse erhalten |
| Kampen                         | Bovenkerk                                                         |                       | Johann von Koblenz (Jan van Covelen[s])                     | 1524                          |         |          | 1629 Veränderungen durch Johan Morleth, 1629 Neubau durch Gebrüder Slegel, 1741–1743 Erweiterungsumbau durch Albertus Antonius Hinsz und 1788–1790 durch Heinrich Hermann Freytag/Franz Caspar Schnitger jr., um 1825 Dispositionsänderungen durch A. van Gruisen, 1975 Restaurierung durch Bakker & Timmenga; 1 Register ganz und 2 teilweise erhalten → Orgel |
| Old Radnor (Powys)             | St. Stephan                                                       |                       | unbekannt                                                   | um 1500–1550                  |         |          | 1872 Neubau durch Walker & Sons; Gehäuse erhalten |
| Asola (Lombardei)              | Cattedrale di Sant'Andrea                                         | Amiens Kathedrale (8) | Giovanni Battista Faccetti/Clemente Zamara da Chiara        | 1520–1525                     |         |          | Gehäuse und Flügeltüren erhalten |
| Monnickendam                   | Grote Kerk                                                        |                       | Johann von Koblenz (Jan van Covelen[s])                     | 1525                          |         |          | 1780 Veränderungen durch J. M. Gerstenhauer; Zuschreibung; 3 Register ganz, 3 teilweise erhalten |
| Amsterdam                      | Rijksmuseum                                                       |                       | Johann von Emden (Emedensis)                                | 1526                          | I       |          | ursprünglich für Scheemda (Prov. Groningen) gebaut; Gehäuse und Prospektpfeifen erhalten |
| Krewerd (Delfzijl)             | Dorpskerk                                                         |                       | unbekannt                                                   | 1531                          | I/p     | 7        | vielleicht unter Verwendung älterer Register aus dem 15. Jahrhundert; fast vollständig erhalten |